# Fajsal ibn Bandar ibn Abd al-Aziz Al Su’ud

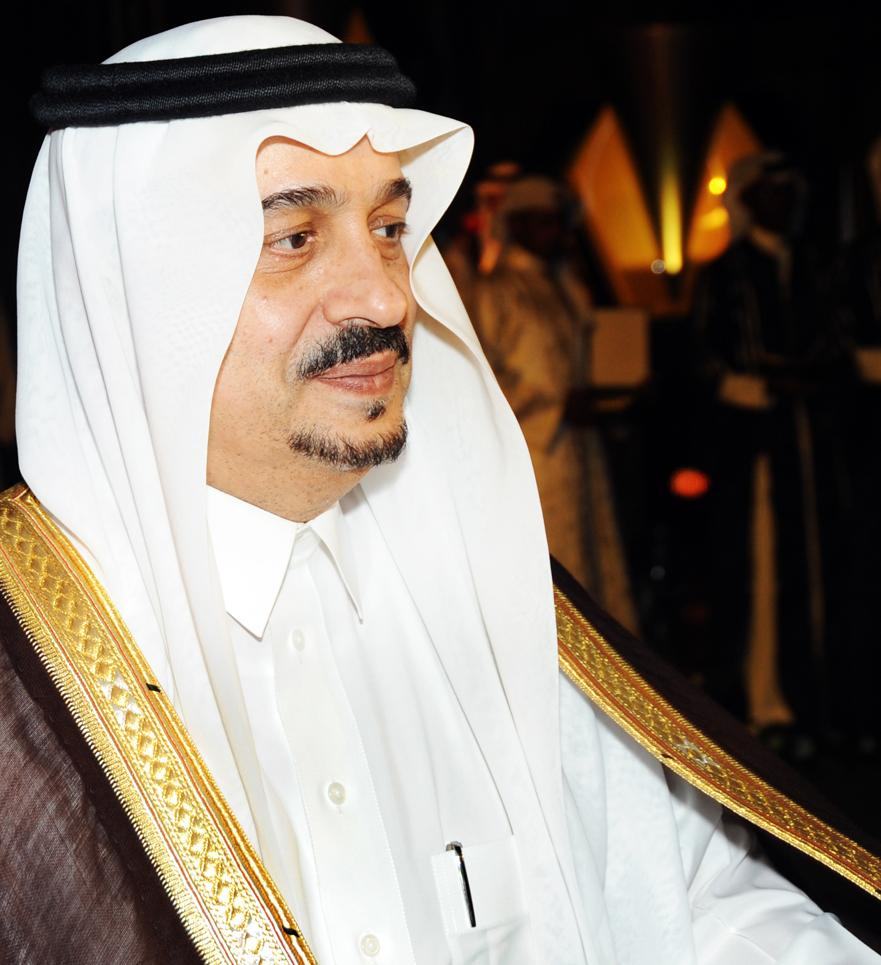

Fajsal ibn Bandar ibn Abd al-Aziz Al Su’ud (ur. 1943) – saudyjski książę.
Jest najstarszym synem księcia Bandara. Pełnił funkcję gubernatora prowincji al-Kasim w latach 1992-2015, od 29 stycznia 2015 jest gubernatorem Rijadu. Wchodzi w skład ciała odpowiedzialnego za ustalanie kształtu linii sukcesji tronu.